# Giovanni Bellini
Giovanni Bellini, també conegut pel seu sobrenom de Giambellino (ca. 1424, Venècia- id., 1516), va ser un pintor italià del Renaixement, considerat el principal representant del Quattrocento al Vèneto. Fill de Jacopo Bellini i germà de Gentile Bellini.

## Biografia

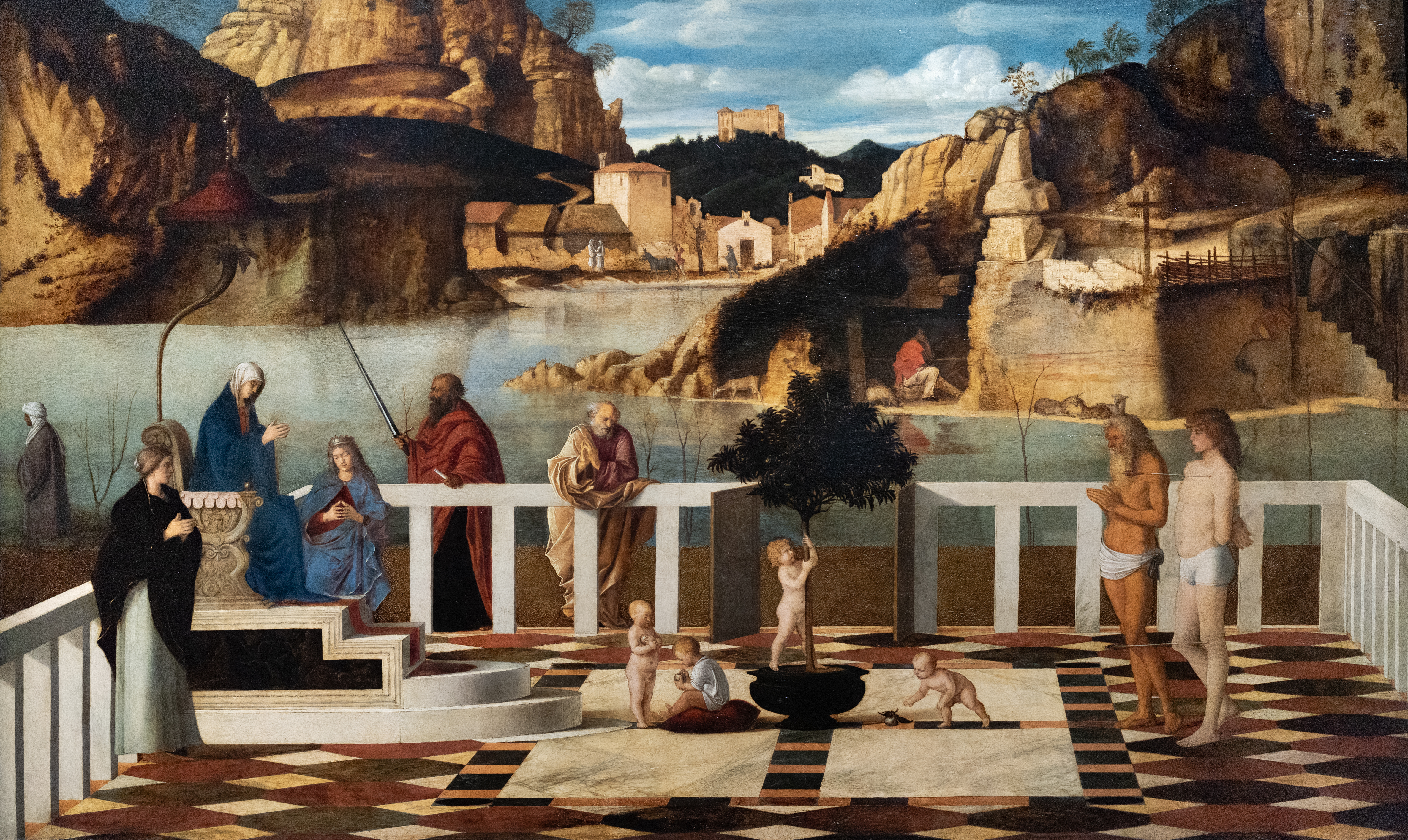
Al·legoria Sacra (1490)

### Carrera inicial

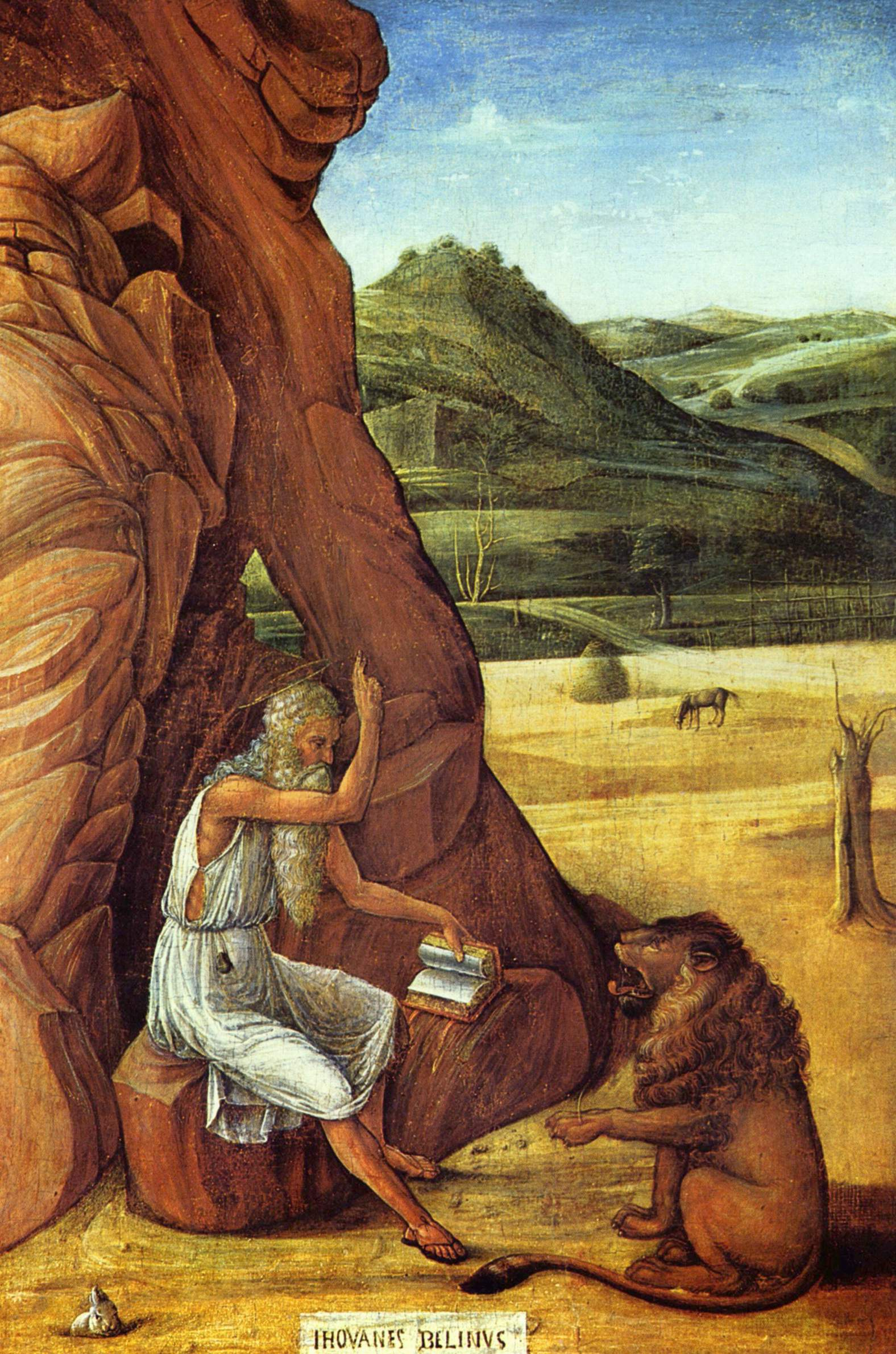
Sant Jeroni al desert, c. 1455; Tremp sobre panell; Barber Institute, Birmingham

Giovanni Bellini va néixer a Venècia. El pintor Jacopo Bellini havia estat considerat durant molt de temps el pare de Giovanni, però l'historiador de l'art Daniel Wallace Maze ha avançat la teoria que, de fet, Jacopo era el seu germà gran.
No obstant això, Giovanni es va criar a casa de Jacopo. Va viure i treballar sempre en la més estreta relació fraternal amb el seu germà gran, Gentile. Les seves pintures del primer període s'executen totes amb l'antic mètode al tremp: l'escena és suavitzada per un nou i bell efecte de color romàntic de la sortida del sol (com, per exemple, a Sant Geroni al desert).
D'una manera canviada i més personal, va dibuixar quadres de Crist Mort (aleshores un dels temes més freqüents del mestre, per exemple Crist mort recolzat per la Mare de Déu i Sant Joan, o Pietat), amb menys duresa de contorn, un tractament més ampli de formes i cortines i menys força de sentiment religiós. En l'evolució de l'obra de Giovanni Bellini, s'evidencia primerament la influència de son pare i del seu cunyat: Andrea Mantegna (qui s'havia casat l'any 1453 amb la seua germana Niccolosia).
Després —a partir del 1460— inicià una segona etapa més personal en la qual es va allunyar de l'estil patern i en què superà els regustos del gòtic tardà, rebent les influències de Piero della Francesca, que el van portar a sintetitzar el color amb la forma i a unificar en un mateix espai els objectes i la resta d'éssers figurats, tal com es fa palès en La coronació (c. 1473). En aquesta mateixa època, va conèixer Antonello da Messina (vers 1475), qui va deixar-li l'empremta de la prevalença de la llum.
El 1470 Giovanni va rebre el seu primer nomenament per treballar juntament amb el seu germà gran, Gentile, i altres artistes a la Scuola di San Marco, on entre altres temes li van encarregar pintar un Diluvi amb l'arca de Noè. No s'ha conservat cap de les obres del mestre d'aquest tipus, ja siguin pintades per a les diverses escoles o confraries o per al palau ducal.

### Maduresa

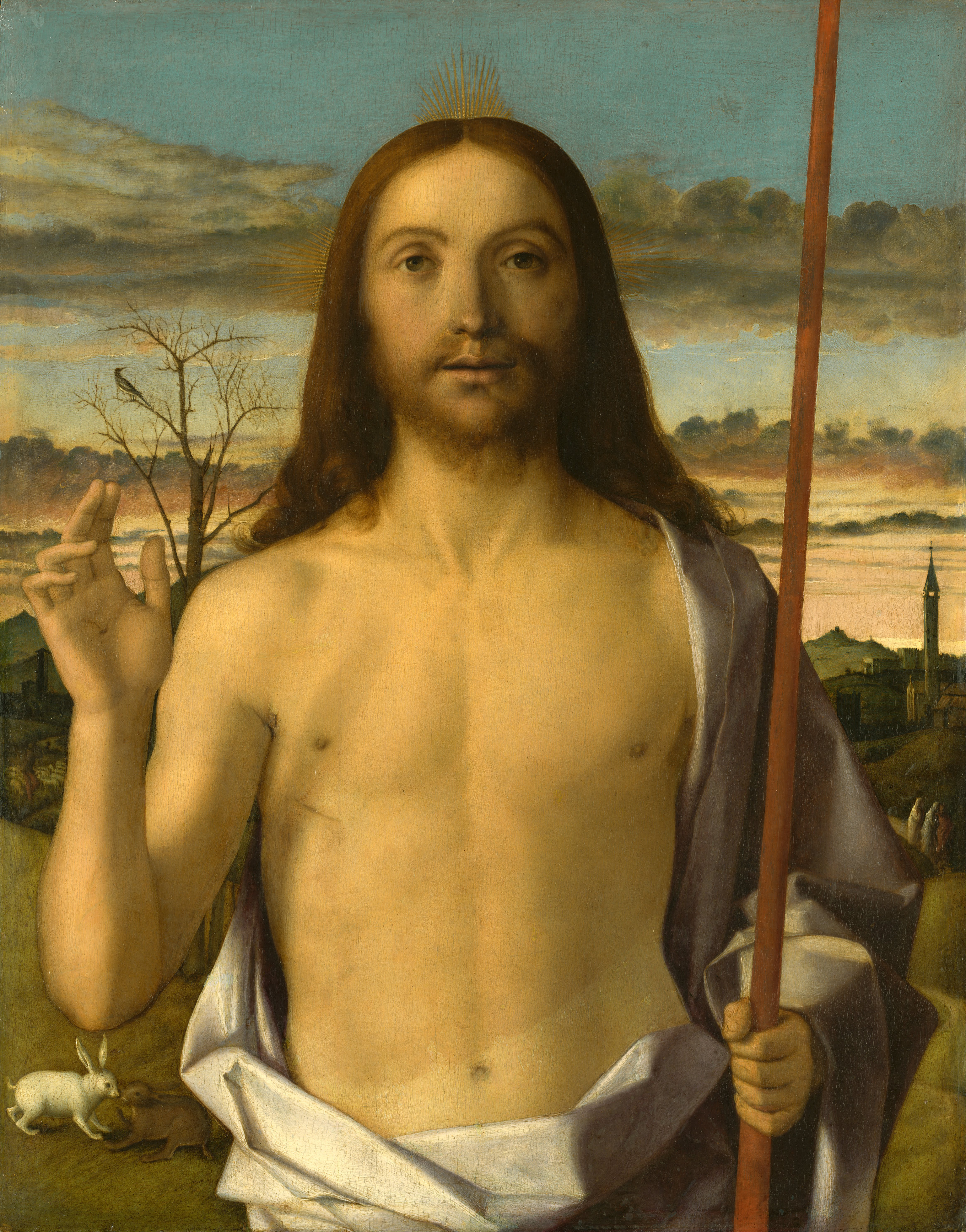
La benedicció de Crist, 1500; Tremp, oli i or sobre taula, Kimbell Art Museum, Texas

Progressivament, en l'obra de Giovanni Bellini es va anar imposant la riquesa cromàtica, tal com es pot apreciar en La Transfiguració (c. 1480). Aquest alliberament del color i de la llum és destacable en les seues marededéus, retrats amb paisatges de fons en què representa la natura de manera realista, ja siga animada pel treball humà o bé aquietada o detinguda, per la gran varietat cromàtica i lumínica amb què l'envolta.
També és probable d'aquest període el gran retaule de la Coronació de la Verge a Pesaro, que sembla ser el seu primer esforç en una forma d'art que abans gairebé havia monopolitzat a Venècia l'escola rival dels Vivarini.
El retaule encara més famós pintat al tremp per a una capella de la Basílica de Sant Joan i Sant Pau, on va cremar juntament amb el Pere Màrtir de Ticià i la Crucifixió de Tintoretto en el desastrós incendi de 1867.
L'any 1479, el seu germà Gentile se'n va anar a Constantinoble a treballar per al soldà Mehmet II, i Giovanni va ocupar el seu lloc en la realització dels frescos del Palazzo Ducale venecià. Malauradament, les pintures que hi va realitzar van ser destruïdes l'any 1577 a causa d'un incendi.

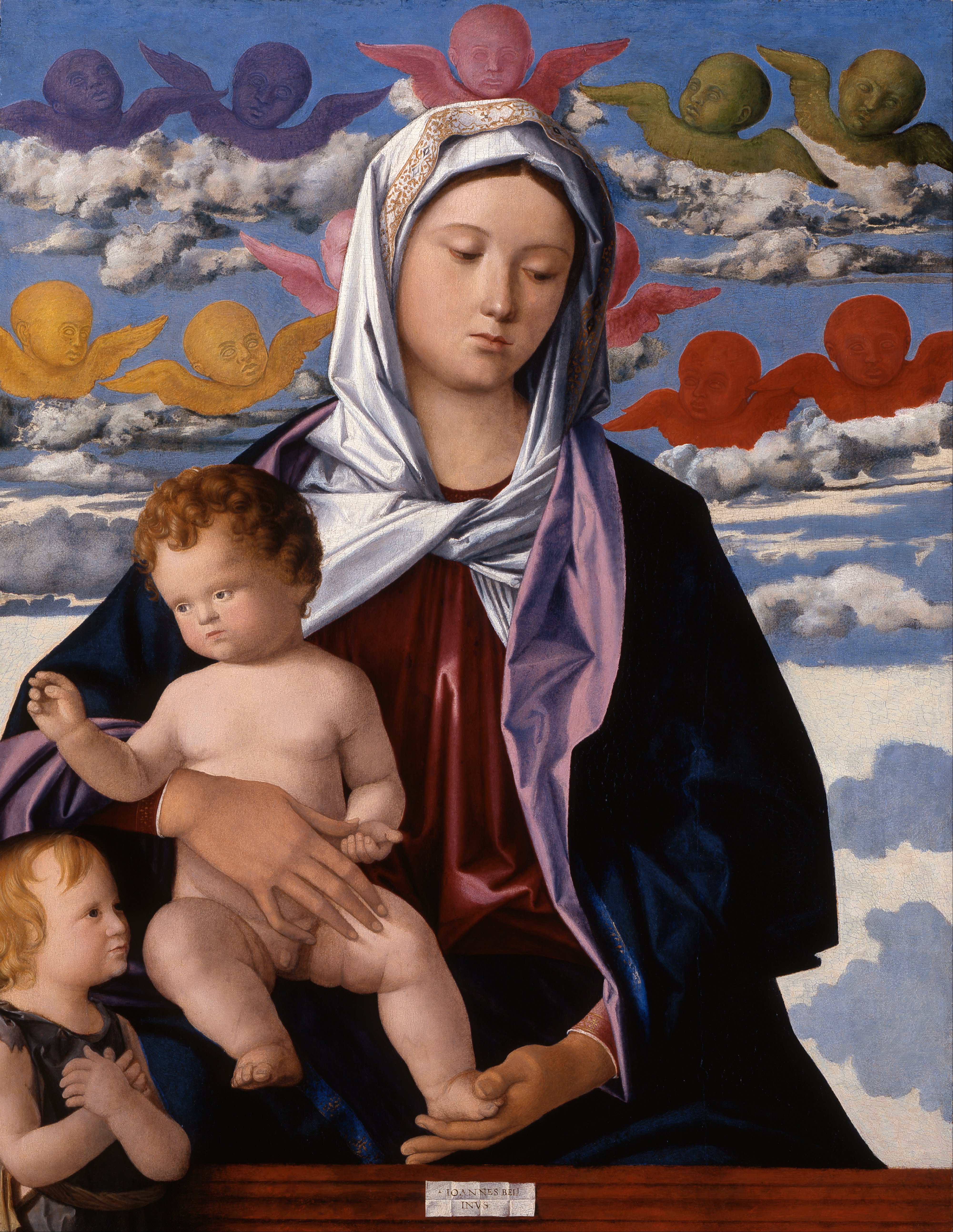
Mare de Déu i el nen amb l'infant Sant Joan Baptista, c. 1480; oli; Museu d'Art d'Indianapolis

Després de 1479-1480, gran part del temps i l'energia de Giovanni també deuen haver estat ocupat per les seves funcions com a conservador de les pintures de la gran sala del Palau Ducal. La importància d'aquesta comissió es pot mesurar pel pagament que va rebre Giovanni: se li va atorgar, primer, la reversió d'un lloc de corredor al Fondaco dei Tedeschi, i després, com a substitut, una pensió anual fixa de vuitanta ducats. A més de reparar i renovar les obres dels seus predecessors, va rebre l'encàrrec de pintar una sèrie de nous temes, sis o set en total, per il·lustrar més el paper de Venècia en les guerres de Frederic Barbarroja i el papa. Aquestes obres, executades amb molta interrupció i retard, van ser objecte d'admiració universal mentre van durar, però cap rastre d'elles va sobreviure a l'incendi de 1577; Tampoc no ha arribat cap altre exemple de les seves composicions històriques i processionals, que ens permeti comparar la seva manera en aquests temes amb la del seu germà Gentile.
De l'altra, la classe religiosa de la seva obra, que inclou tant retaules amb moltes figures com Madonnas senzilles, se'n conserva un nombre considerable. El mostren llençant a poc a poc les últimes restriccions de la manera del Quattrocento; adquirint progressivament un domini complet del nou medi de l'oli introduït a Venècia per Antonello da Messina cap al 1473, i dominant amb la seva ajuda tots, o gairebé tots, els secrets de la fusió perfecta de colors i la gradació atmosfèrica de tons. La vella intensitat del sentiment patètic i devot s'esvaeix gradualment i dóna lloc a una serenitat i un encant nobles, encara que més mundans. La Verge i el Nen entronitzats (com el de l'esquerra) es tornen tranquil·les i dominants en la seva dolçor; els personatges dels sants assistents guanyen en poder, presència i individualitat; Encisadors grups d'àngels cantant i violí simbolitzen i completen l'harmonia de l'escena. Tot l'esplendor del color venecià inverteix per igual les figures, el seu marc arquitectònic, el paisatge i el cel.

### Alt Renaixement

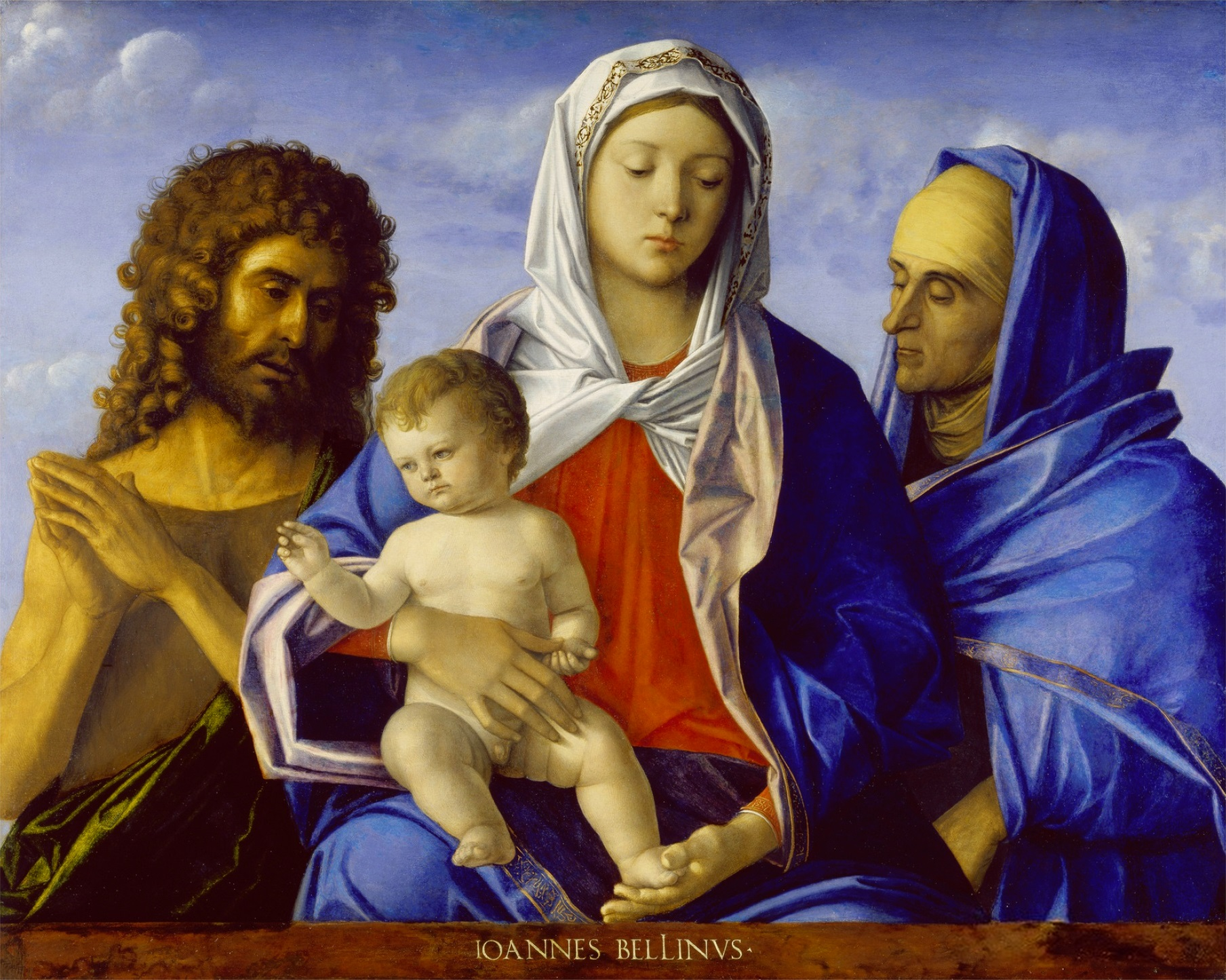
Mare de Déu i el Nen amb Joan Baptista i Santa Isabel

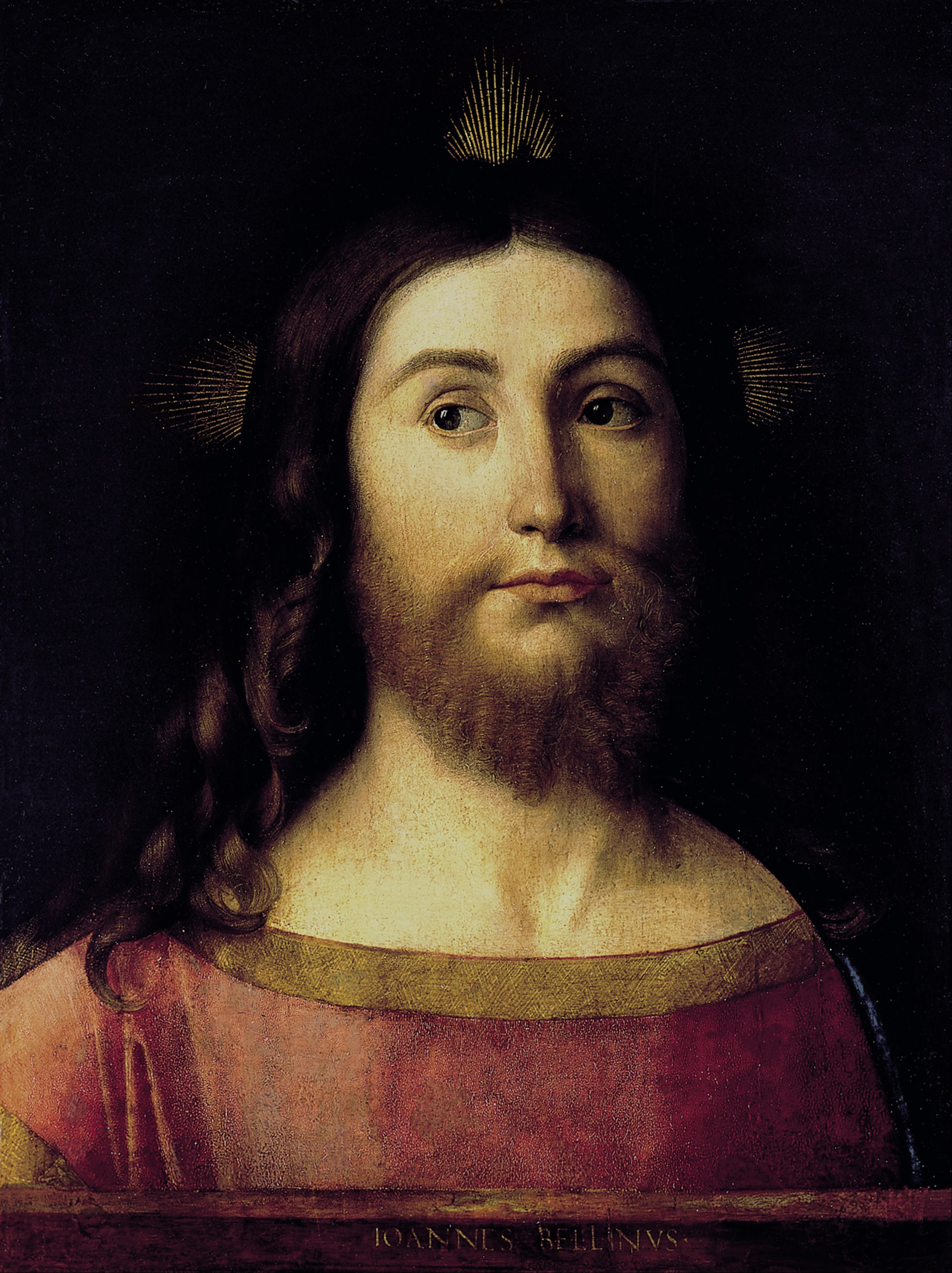
El Salvador, Reial Academia de Bellas Artes, Madrid.

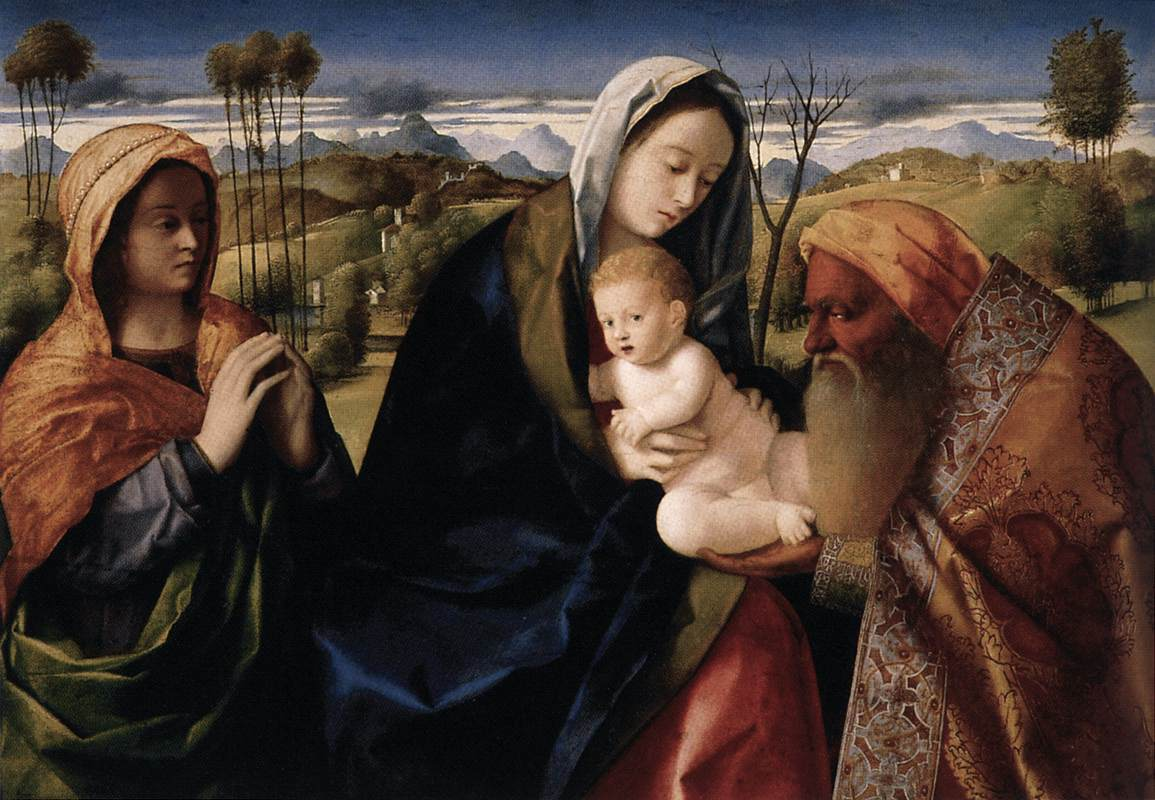
Nunc Dimittis, Museu Thyssen-Bornemisza, Madrid.

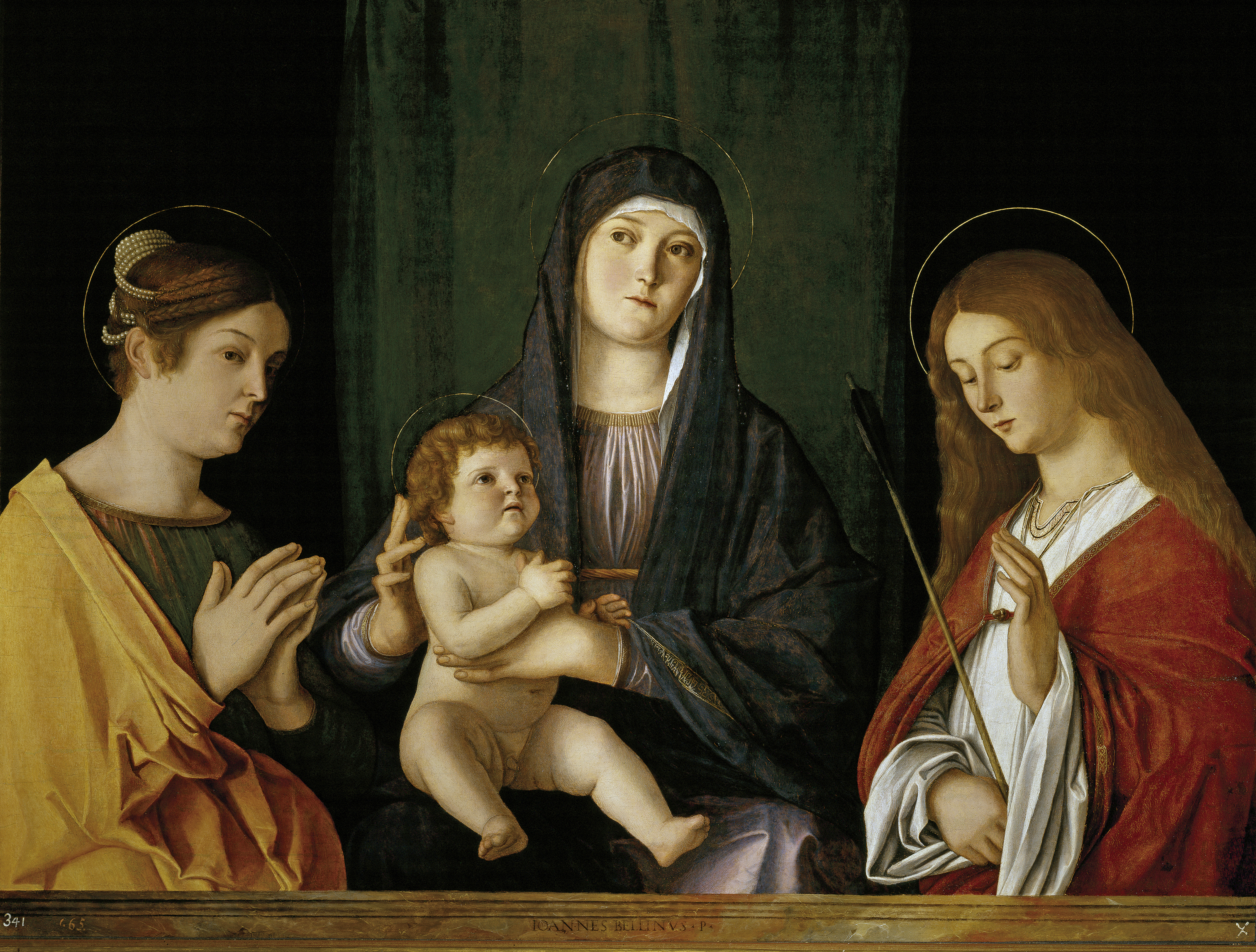
La Verge amb el Nen entre dos sants, Museu del Prado, Madrid.

Un interval d'uns quants anys, sens dubte principalment ocupat amb treballs a la Sala del Gran Consell, sembla separar el retaule de San Giobbe i el de l'església de San Zaccaria a Venècia. Formalment, les obres són molt semblants, de manera que una comparació entre altres serveix per il·lustrar el canvi de l'obra de Bellini durant l'última dècada del segle xv. Tots dos quadres són del tipus Conversació (conversa sagrada entre la Mare de Déu i els Sants). Tots dos mostren la Madonna asseguda en un tron (pensada per al·ludir al tron de Salomó), entre columnes classicitzadores. Tots dos col·loquen les figures sagrades sota una mitja cúpula amb mosaics d'or que recorda l'arquitectura romana d'Orient de la basílica de Sant Marc.

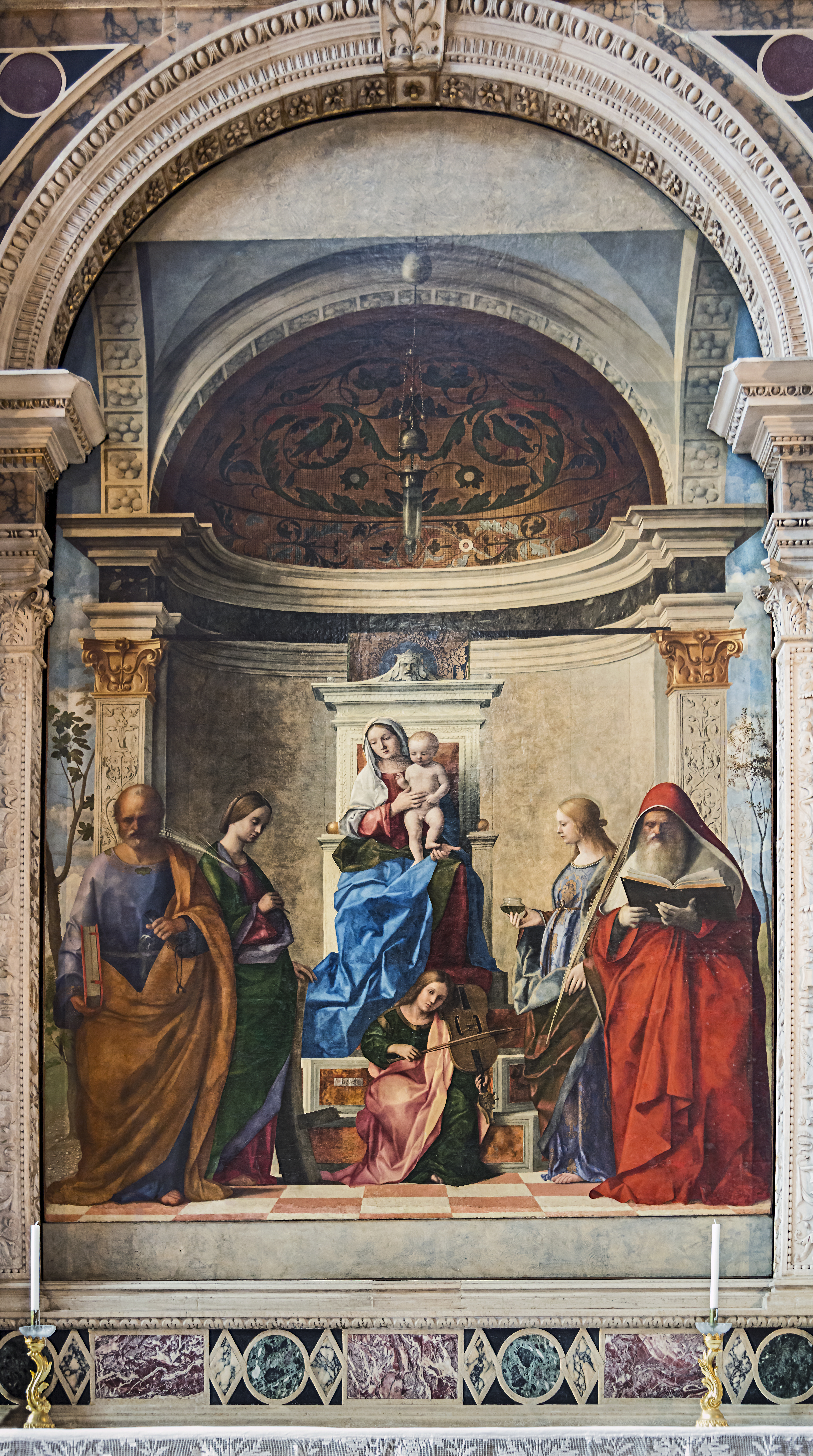
Retaule de Sant Zaccaria, 1505; oli sobre tela, transferit del panell; San Zaccaria, Venècia

En l'obra posterior, Bellini representa la Mare de Déu envoltada per (des de l'esquerra): St. Pere sostenint les seves claus i el Llibre de la Saviesa; la virginal Caterina d'Alexandria i Llúcia de Siracusa més propera a la Verge, cadascuna amb la palma d'un màrtir i el seu instrument de tortura (Catherine una roda trencada, i Lucy un plat amb els seus ulls); Jeroni d'Estridó, amb un llibre que simbolitza la seva obra sobre la Vulgata.
Estilísticament, la il·luminació de la peça de San Zaccaria s'ha tornat tan suau i difusa que fa que a la San Giobbe sembli gairebé rastell en contrast. L'ús de Giovanni del medi oli havia madurat, i les figures sagrades semblen estar envoltades d'un aire quiet i enrarit. El San Zaccaria és considerat potser el més bell i imponent de tots els retaules de Giovanni, i està datat el 1505, l'any següent al de la Mare de Déu de Castelfranco de Giorgione.
Altres retaules tardans amb sants són el de l'església de San Francesco della Vigna a Venècia, 1507; el de La Corona a Vicenza, un baptisme de Crist en un paisatge, 1510; i el de San Giovanni Crisostomo a Venècia de 1513.
De l'activitat de Giovanni en l'interval entre els retaules de San Giobbe i San Zaccaria, queden algunes obres menors, encara que la gran massa de la seva producció va morir amb l'incendi del Palau Ducal el 1577. Els darrers deu o dotze anys de la vida del mestre el van veure assetjat amb més encàrrecs dels que bé podia completar. Ja en els anys 1501-1504 la marquesa Isabella Gonzaga de Màntua havia tingut grans dificultats per obtenir-li el lliurament d'un quadre de la Mare de Déu i els Sants (ara perdut) pel qual s'havia fet un pagament parcial per avançat.

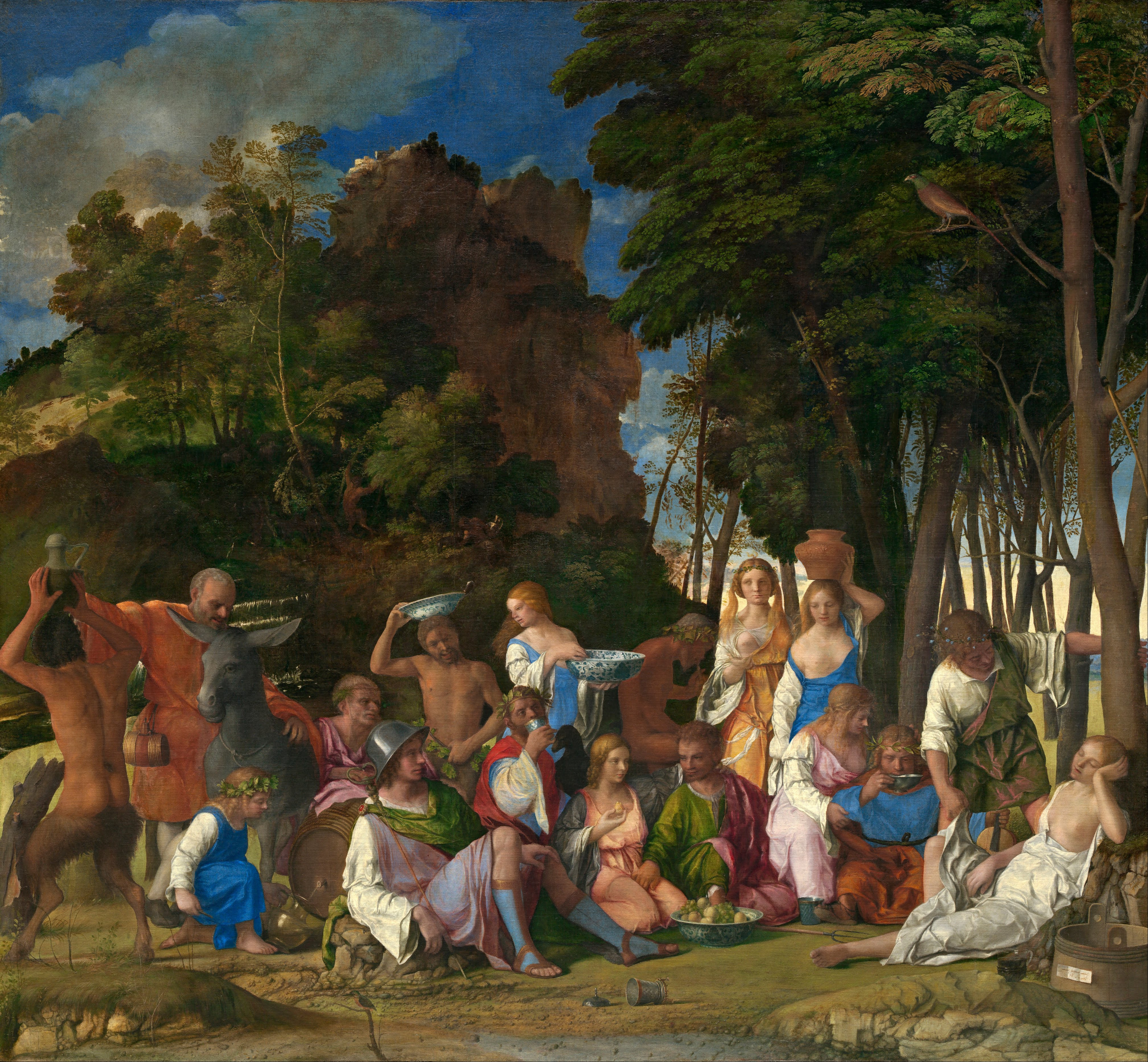
La festa dels déus, c. 1514 completat pel seu deixeble, Ticià, 1529; oli sobre tela; Galeria Nacional d'Art, Washington, DC

El 1505 es va esforçar per mitjà del cardenal Bembo per obtenir d'ell un altre quadre, aquesta vegada de caràcter laic o mitològic. Quin era el tema d'aquesta peça, o si es va lliurar, no ho sabem.
Albrecht Dürer, visitant Venècia per segona vegada l'any 1506, descriu Giovanni Bellini com encara el millor pintor de la ciutat, i ple de tota la cortesia i generositat cap als germans estrangers del pinzell.
El 1507 va morir el germà de Bellini, Gentile, i Giovanni va completar la pintura de la Predicació de Sant. marc que el seu germà havia deixat inacabat; una tasca al compliment de la qual s'havia condicionat el llegat del germà gran al petit del llibre d'esbossos de Jacopo.

El 1513, la posició de Giovanni com a mestre únic (des de la mort de Gentile i d’Alvise Vivarini) a càrrec de les pintures de la Sala del Gran Consell va ser amenaçada per un dels seus antics alumnes. El jove Ticià desitjava que una part de la mateixa empresa es pagués en les mateixes condicions. La sol·licitud de Ticià va ser atesa, després es va anul·lar al cap d'un any, i després d'un altre o dos anys es va tornar a concedir; i el mestre vell devia haver patit, sens dubte, alguna molèstia pels procediments del seu alumne. El 1514 Giovanni es va comprometre a pintar La festa dels déus per al duc Alfons I de Ferrara.

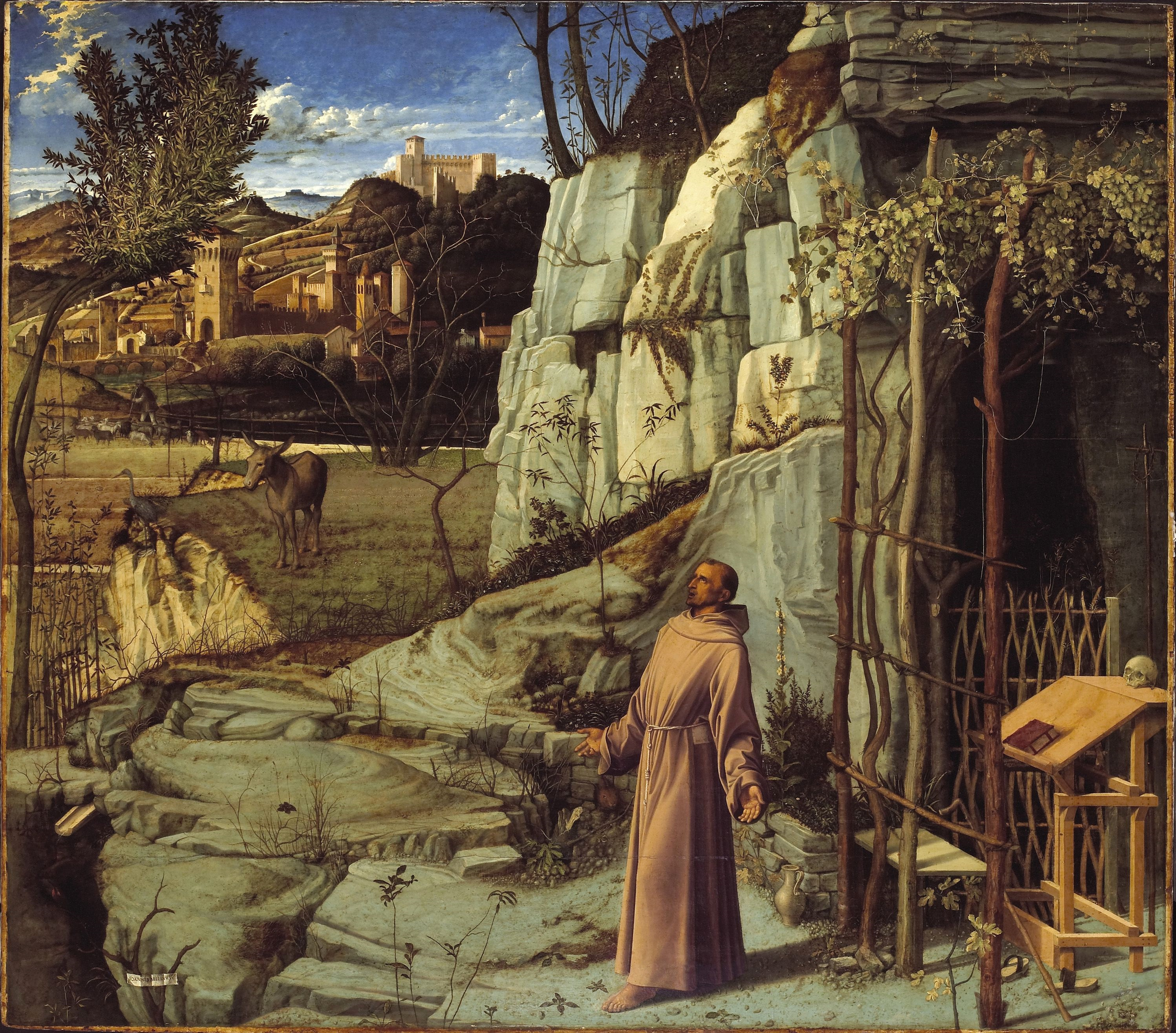
Sant Francesc en èxtasi, 1480; oli i tremp sobre taula; Col·lecció Frick, Nova York.

## Valoració
L'obra de Giovanni Bellini es caracteritza per un conjunt d'obres sovint dedicades als mateixos temes, en les quals manifesta un perfecte domini del sentit de l'espai i els efectes de la llum, sintetitzats amb una gran espiritualitat a la qual arriba gràcies a una impressionant expressivitat.
Els seus principals deixebles van ser Giorgione, Ticià i Sebastiano del Piombo. Es va mantenir actiu i atent a novetats fins al final dels seus dies; les seues últimes obres delaten la influència de Giorgione. Dürer el va esmentar com el pintor més important a la seua ciutat.
Tant en el sentit artístic com en el mundà, la carrera de Bellini va ser, en general, molt pròspera. La seva llarga carrera va començar amb l'estil Quattrocento, però va madurar fins als estils progressius del Renaixement post-Giorgione. Va viure per veure com la seva pròpia escola superava amb escreix la dels seus rivals, els Vivarini de Murano; va encarnar, amb un poder creixent i madur, tota la gravetat devocional i també l'esplendor mundà de la Venècia del seu temps; i va veure propagada la seva influència per una sèrie d’alumnes, dos dels quals almenys, Giorgione i Ticià, van igualar o fins i tot van superar el seu mestre. Ticià el va desafiar, reclamant un lloc igual al costat del seu mestre. Altres alumnes de l'estudi de Bellini van ser Girolamo Galizzi da Santacroce, Vittore Belliniano, Rocco Marconi, Andrea Previtali i possiblement Bernardino Licinio.
En la perspectiva històrica, Bellini va ser essencial per al desenvolupament del Renaixement italià per a la seva incorporació d’estètiques del nord d’Europa. Influït significativament per Antonello da Messina i altres tendències contemporànies de l'època, com la pintura a l'oli, Bellini va introduir el pala, o retaule d'un sol panell, a la societat veneciana amb la seva obra "Coronació de la Mare de Déu". Alguns detalls d'aquesta peça, com ara trencaments en el modelatge de figures i ombres, impliquen que Bellini encara estava treballant per dominar la tècnica de l'oli. Aquesta pintura també difereix de les anteriors escenes de coronació, ja que apareix com una "finestra" a una escena natural, i exclou els típics amfitrions del paradís que l'acompanyen. Els senzills escenaris permeten als espectadors relacionar-se amb l'escena amb més facilitat que abans, reflectint els conceptes d’inventisme i humanisme d’Alberti. També va utilitzar el simbolisme disfressat integral del Renaixement nòrdic. Bellini va ser capaç de dominar l'estil Antonello de pintura a l’oli i la textura superficial, i va utilitzar aquesta nova habilitat per crear un enfocament de la pintura refinat i clarament venecià. Combinà aquesta nova tècnica amb les tradicions venecianes i romanes d'Orient d’iconografia i color per crear un tema espiritual que no es troba a les peces d’Antonello. El realisme de la pintura a l'oli juntament amb les tradicions religioses de Venècia eren elements únics de l'estil de Bellini que el distingien com un dels més innovadors de la pintura del Renaixement venecià. Com es demostra en treballs com Sant Francesc en èxtasi (c. 1480) i el Retaule de San Giobbe  (c. 1478), Bellini fa ús del simbolisme religiós a través d'elements naturals, com ara vinyes i roques. Tot i així, la seva contribució més important a l'art rau en la seva experimentació amb l'ús del color i l'atmosfera en la pintura a l'oli.
Els museus espanyols tenen una presència escassa però d’alta qualitat de les seves obres. El Museu del Prado posseeix una Verge i nen entre dos sants, amb la col·laboració del taller. El Museu Thyssen-Bornemisza conserva un Nunc Dimittis, i la Real Academia de Bellas Artes de San Fernando té un Salvador.

## Obres
Algunes de les seues principals obres:
- La transfiguració (1455), M. Correr, Venècia.
- Crist a la muntanya de les Oliveres (1459)
- La Pietat o Pietà (1460), Pinacoteca de Brera, Milà.
- Políptic de Sant Vicent Ferrer (1464), basílica de sant Joan i sant Pau, Venècia.
- La coronació de la Mare de Déu (1470-1474), M. Civici, Pesaro.
- Sant Francesc en èxtasi (h. 1480), Col·lecció Frick, Nova York.
- La transfiguració (h. 1480-1485), Museu de Capodimonte, Nàpols
- Sacra Conversa (1487)
- Mare de Déu dels arbrets (1487)
- La Fortuna inestable (1487)
- Al·legoria cristiana o Sacra al·legoria (h. 1490), Galeria dels Uffizi, Florència.
- El baptisme de Crist (1500-1502), Església Santa Corona, Vicenza.
- El dux Leonardo Loredan (h. 1501-1504), National Gallery de Londres.
- El Salvador, Reial Acadèmia de Belles Arts de San Fernando, Madrid.
- La Mare de Déu i l'Infant beneint (1510)
- La Mare de Déu i l'Infant davant Simeó (Nunc dimitis), Museu Thyssen-Bornemisza, Madrid.
- El festí dels déus (1514), Galeria Nacional d'Art, Washington DC.
- La Mare de Déu i la creu (1505)